# Giraffa stillei
Giraffa stillei — викопний вид жирафів, ендемічний для Африки в періоди пліоцену-плейстоцену. Він мав діапазон від Малаві до Центральної Африки.